# Синицын, Андрей Алексеевич
Андре́й Алексе́евич Сини́цын (23 июня 1988, Краснокаменск, Читинская область, СССР) — российский футболист, вратарь; тренер вратарей.

## Клубная карьера
Начал заниматься футболом в 10-летнем возрасте в родном Краснокаменске на позиции полевого игрока. В 16 лет подписал свой первый профессиональный контракт с ФК «Чита». За клуб дебютировал в знаменательном для команды сезоне 2008, в котором она заняла 1-е место в зоне «Восток» второго дивизиона и вышла в первый дивизион. По итогам сезона 2010 был признан лучшим голкипером зоны «Восток». В январе 2011 года стал игроком «Енисея». Дебютировал за клуб 4 апреля в матче первенства с «Балтикой» (0:0). В ноябре генеральный директор «Енисея» Владимир Евтушенко сообщил о переходе Синицына в «Краснодар». Несмотря на это, в январе 2012 года голкипер отправился на просмотр в московский «Локомотив», с которым практически заключил контракт, но в итоге клубы не смогли договориться о сумме трансфера. 2 июля подписал трёхлетний контракт с «Краснодаром». 4 августа в игре с «Локомотивом» (3:1) дебютировал за клуб в премьер-лиге.
25 ноября 2011 года принял участие в матче между сборными ФНЛ и итальянской Серии Б (1:2), в котором пропустил два мяча. После успешного сезона в ФНЛ отправился на просмотр в футбольный клуб «Краснодар», с которым и подписал полноценный контракт.
25 февраля 2021 года подписал полноценный контракт с клубом «Акрон» из города Тольятти, но уже 2 июля расторг соглашение с ним, не проведя за полгода ни одного матча. После этого был приглашён на сборы с клубом «Ростов»: провёл 1 контрольный матч и уехал со сборов. 9 августа того же года появилась информация о том, что Синицын был приглашён на просмотр в «Нижний Новгород», в состав которого в итоге был заявлен 24 августа.
25 января 2022 года в качестве свободного агента подписал контракт на полгода с махачкалинским «Динамо», в составе которого дебютировал 6 марта в матче первенства. 8 июля того же года было объявлено, что клуб с игроком приняли решение не продлевать контракт.

## Карьера в сборной
16 августа 2017 года попал в расширенный состав сборной России для участия в учебно-тренировочном сборе в Новогорске.

## Статистика
| Выступление      | Выступление      | Выступление      | Чемпионат | Чемпионат | Кубки | Кубки | Еврокубки | Еврокубки | Итого | Итого |
| Клуб             | Лига             | Сезон            | Игры      | Голы      | Игры  | Голы  | Игры      | Голы      | Игры  | Голы  |
| ---------------- | ---------------- | ---------------- | --------- | --------- | ----- | ----- | --------- | --------- | ----- | ----- |
| Чита             | 1 дивизион       | 2009             | 14        | 0         | 0     | 0     | 0         | 0         | 14    | 0     |
| Чита             | 2 дивизион       | 2010             | 29        | 0         | 1     | 0     | 0         | 0         | 30    | 0     |
| Чита             | Итого            | Итого            | 43        | 0         | 1     | 0     | 0         | 0         | 44    | 0     |
| Енисей           | 1 дивизион       | 2011/12          | 33        | -36       | 2     | -2    | 0         | 0         | 35    | -38   |
| Енисей           | Итого            | Итого            | 33        | -36       | 2     | -2    | 0         | 0         | 35    | -38   |
| Краснодар        | Премьер-лига     | 2012/13          | 15        | -19       | 1     | -1    | 0         | 0         | 16    | -20   |
| Краснодар        | Премьер-лига     | 2013/14          | 10        | -11       | 5     | -3    | 0         | 0         | 15    | -14   |
| Краснодар        | Премьер-лига     | 2014/15          | 6         | -10       | 2     | -3    | 4         | -1        | 12    | -14   |
| Краснодар        | Премьер-лига     | 2015/16          | 4         | -4        | 1     | -1    | 1         | 0         | 6     | -5    |
| Краснодар        | Премьер-лига     | 2016/17          | 12        | -6        | 2     | -2    | 4         | -5        | 18    | -13   |
| Краснодар        | Премьер-лига     | 2017/18          | 25        | -25       | 0     | 0     | 4         | -6        | 29    | -31   |
| Краснодар        | Премьер-лига     | 2018/19          | 5         | -6        | 1     | -0    | 1         | -2        | 7     | -8    |
| Краснодар        | Премьер-лига     | 2019/20          | 0         | -0        | 0     | -0    | 0         | -0        | 0     | 0     |
| Краснодар        | Премьер-лига     | 2020/21          | 0         | -0        | 0     | -0    | 0         | -0        | 0     | 0     |
| Краснодар        | Итого            | Итого            | 77        | -81       | 12    | -10   | 14        | -14       | 103   | -105  |
| Всего за карьеру | Всего за карьеру | Всего за карьеру | 153       | -117      | 15    | -12   | 14        | -14       | 182   | -143  |

## Достижения
«Чита»
- Победитель зоны «Восток» Второго дивизиона ПФЛ: 2008

«Краснодар»
- Финалист Кубка России: 2013/14
- Бронзовый призёр чемпионата России (3): 2014/15, 2018/19, 2019/20

«Динамо» (Махачкала)
- Победитель группы 1 Второго дивизиона ФНЛ: 2021/22

Личные
- Лучший вратарь Второго дивизиона ПФЛ (2): 2008 (зона «Восток»), 2010 (зона «Восток»)